# كفر الترعة الجديد
قرية كفر الترعة الجديد هي إحدى القرى التابعة لمركز شربين في محافظة الدقهلية في جمهورية مصر العربية. حسب إحصاءات سنة 2006، بلغ إجمالي السكان في كفر الترعة الجديد 16459 نسمة، منهم 8458 رجل و8001 امرأة.